# QQ堂
《QQ堂》是由腾讯公司开发和运营的休闲网络游戏，与韩国Nexon公司开发的泡泡堂极之相似。玩家必须用QQ账号登陆游戏。由于腾讯很大的市场占有率及其与《QQ堂》的关系，有很多泡泡堂玩家都转向了腾讯《QQ堂》。《QQ堂》与泡泡堂最大的区别在于泡泡爆炸后所炸到地方的停留时间只有泡泡堂的一半。
2021年12月16日，《QQ堂》官网发布停服公告，宣布将于2022年4月20日11点停止其在中国大陆地区的运营。

## 玩法

### 基本玩法
《QQ堂》的基本玩法与《炸弹人》、《泡泡堂》极其相似，不过把其中的主要武器炸弹、水泡换成了糖泡。糖泡会在一段时间之后以十字形爆炸并困住其中的玩家、炸开特定类型的障碍物。被糖泡困住的玩家会在一定的时间之内被判死亡而出局，这时可以被碰到的队友营救出来，但是如果被对方碰到，就会立刻出局。在有的模式中，死亡的玩家也可以在一段时间之后重新出现。
在腾讯的官方说明中，这并不意味着那个角色真正的死亡，但是腾讯仍然经常用“死亡”表示被判出局，以及用“炸弹”表示糖泡。
游戏中玩家可以收集三类分别表示糖泡威力（即爆炸时的十字形的半径）、同时可以放置的没有爆炸的糖泡数量以及速度的基本道具。另外还有其他辅助的功能道具，比如用来自救的叉子、用来引爆糖泡的飞镖等。此外还有变身道具，可以在一定时间内同时改变多种参数，变身的玩家如果被糖泡炸到，会变回原来的角色，不会直接死亡。这些道具会在很大程度上改变游戏中力量的对比。

### 游戏模式

#### 竞技模式
竞技模式是QQT的传统模式，还可以分为下面几种：
- 普通模式：最基本的模式，所有对方玩家死亡后就可以获胜；
- 足球（踢炸弹）：玩家不能自己放泡，但是可以把糖泡踢到别的位置，在这种模式中不会出现前两种基本道具；
- 机械世界：向对方投掷炸弹，两方中间分开，一个角色被炸到4次才会死，不能被队友营救，必须两组人数相等才可以开始游戏；
- 推箱子：用箱子打敗對手，一个角色被推中4次才会死；
- 比武模式：通过比较杀人数确定胜负，比武模式以及下面三种模式中死亡的人物会在一定时间之后在地图上重新出现；
- 抢包山模式：通过抢夺对方的“包子”取得胜利，带着包子的时候不能放泡，速度会变成最慢，必须两组人数相等才可以开始游戏；
- 英雄传说：通过抢夺地图上的神器取得胜利，带着神器的时候和带着包子一样，不过可以手动把神器放下来，必须两组人数相等才可以开始游戏；
- 夺宝：通过抢夺地图上的钻石取得胜利，钻石带在自己的身上，不会影响速度和糖泡，必须两组人数相等才可以开始游戏；

每个新建的房间默认是自由模式，通过设置成标准模式可以强制每一组人数相等才能开始游戏，随机地图会随机使用所有不需要人数相等的地图。
在2.0版中，新增的道具模式可以让人使用不在地图上得到的，需要玩家提前准备的属于自己的道具。同时这种模式的地图中也没有辅助的功能道具。这种模式的地图中也出现了一些以前没有的环境元素，比如传送带、传送点、管道、减速装置、需要多次才能炸开的障碍物等，其中有一部分在泡泡堂中能找到原型。

#### 探险模式
2.0版新增的模式，类似于传统炸弹人的闯关模式，但是必须有一个到四个玩家才能开始。这种模式中，玩家需要打败可能有特殊能力的NPC怪物，不过这些怪物不会用普通的糖泡当武器。同时也可以吃到一些物品，这些物品可以作为合成探险模式、竞技模式道具场用的道具的材料。

## 批评
- 严重模仿泡泡堂游戏，泡泡堂的开发公司韩国Nexon曾因此向法院提起诉讼；但是腾讯以“玩法不能叫抄袭”“炸弹人才是玩法原创”“代码没有抄袭”为理由胜诉，令人大跌眼镜。这场官司也成为了“南山必胜客”的成名之战。
- 游戏的界面和画面效果设计得太简单，但同时也允许了一部分硬件配置不好的计算机运行这个游戏程序；
- 游戏的地图缺少复杂的元素，虽然2.0版新增的道具模式中的地图有一些复杂的环境元素，但是普通模式还没增加这类地图。
- 游戏的运营模式过于商业化，游戏中存在许多收费的增值服务，但是免费用户仍然可以较为完整地享受游戏服务。在其游戏内置的商城中，有一些商品被认为有失游戏的公平性。
- 外挂泛滥，致使许多玩家无法正常游戏。